# Воздушный театр
Воздушный театр — руинированный памятник архитектуры. Расположен в Павловске, в центральной части Павловского парка, между Большими кругами и Молочней.
Был построен по проекту А. Н. Воронихина в 1808 году (по другим данным, в 1811 году) по инициативе обер-егермейстера двора П. Г. Головкина. Сцена была небольшой укреплённой дёрном насыпью под открытым небом, среди естественно растущих деревьев. Роль кулис играли симметрично высаженные акации, за ними стояли деревянные трельяжи с прямоугольными просветами. Зрительские места были расположены амфитеатров в виде земляных ступеней, покрытых дёрном, оркестровая яма была вырыта в земле.
В театре ставились небольшие музыкальные спектакли и балеты. Некоторые декорации для них делал П. Гонзаго.
В 1919 году театр был разобран жителями Павловска на дрова.
На 1964 год сцена использовалась для детских концертов, вместо дерновых ступеней юные зрители сидели на деревянных скамейках.
По одной из версий, Театральные ворота получили своё название именно в связи с близостью к этому театру.